# Futsal Cesena
La Società Sportiva Dilettantistica Futsal Cesena, nota semplicemente come Futsal Cesena, è una squadra italiana di calcio a 5 con sede a Cesena. Nella stagione 2024-25 gioca in serie A2 Élite, secondo livello della piramide calcistica nazionale.

## Storia
IL Futsal Cesena  nasce nell'estate 2000 fondata da cinque amici:  Stefano Ceccarelli, Alberto Conti, Matteo Ercolani, Andrea Moretti e Paolo Pieri, giocatori provenienti da un'annata infelice dal Cesena Calcio a 5 (retrocesso dalla Serie B). Si iscrive al campionato di Serie D che inaspettatamente vince venendo promossa in Serie C2. Il campionato 2001-2002 vede la vittoria finale e la promozione in Serie C1. Nel 2004-05 la fusione con il Torre del Moro, storica squadra giovanile cesenate. Nella stagione 2007-08 avviene la retrocessione in Serie C2 dove nella stagione successiva vincerà il campionato venendo promossa in Serie C1. Nella stagione 2010-11 raggiunge i playoff dove però viene eliminata dal Ravenna. La stagione successiva accede al girone a 3 Con gli umbri dell'Orvieto ed i Marchigiani del San Crispino. Arriva seconda. La stagione 2012-13 si classifica settima.  Nella stagione 2013-14 viene promossa in Serie B dove nella stagione 2014-15 (girone C) si classifica sesta, ed è sesta anche la stagione successiva. Nella stagione 2016-17 (Girone D) è nona, e la stagione successiva sesta. Nella stagione 2018-19 è terza, ai playoff viene eliminata al primo turno dalla Sangiovannese. Nella stagione 2019-20 è sesta (Girone C) e la stagione successiva (girone D) è terza, venendo eliminata dall'Askl ai quarti dei playoff. La stagione 2021-22 vede Cesena vincere il Girone B, venendo promosso in Serie A2. La stagione 2022-23 vede Cesena classificarsi terzo e promosso in Serie A2 Élite 2023-2024 dove (girone B) si classificherà settimo (ad un punto dai playoff).

## Cronistoria
| Cronistoria del Futsal Cesena |
| --- |
| - 2000 · estate - Fondazione della A.S. Futsal Cesena 2000 - 2000-2001 · Serie D Promossa in Serie C2. - 2001-2002 · Serie C2 Promossa in Serie C1. - 2002-2003 · 2ª in Serie C1 Vince lo spareggio con il Romagna ma viene poi eliminata dai marchigiani del Montesicuro. - 2003-2004 · 3ª in Serie C1. Nei play-off vince con l'Eclisse ma viene poi eliminata in finale dal Bologna. - 2004-2005 · Fusione con il Torre del Moro. La sezione di calcio a 5 assume la denominazione ACS Torre del Moro Futsal. - 2004-2005 · 8ª in Serie C1. - 2005-2006 · 9ª in Serie C1. - 2006-2007 · 8ª in Serie C1. - 2007-2008 · 11ª in Serie C1, Retrocessa in Serie C2. Sconfitta nei play-out dal Rimini. - 2008-2009 · Serie C2 Promossa in Serie C1. Vince la Coppa di Serie C2. - 2009 · Fusione con il San Vittore. La sezione di calcio a 5 assume la denominazione Torresavio Futsal Cesena. - 2009-2010 · 6ª in Serie C1 - 2010-2011 · 3ª in Serie C1. Nei play-off viene eliminato dal Ravenna. - 2011-2012 · 2ª in Serie C1. Eliminata nei play-off. - 2012-2013 · 7ª in Serie C1. - 2013-2014 · 1ª in Serie C1. Promossa in Serie B. - 2014-2015 · 6ª nel girone C di Serie B. - 2015-2016 · 6ª nel girone D di Serie B. - 2016-2017 · 9ª nel girone D di Serie B. - 2017-2018 · 6ª nel girone D di Serie B. - 2018-2019 · 3ª nel girone C di Serie B. Nei play-off viene eliminata dalla Sangiovannese. - 2019 · Scissione della sezione di calcio a 5 che assume la denominazione Futsal Cesena. - 2019-2020 · 6ª nel girone C di Serie B. - 2020-2021 · 3ª nel girone D di Serie B. Eliminata nei quarti di finale dei play-off dall'Askl. - 2021-2022 · 1ª nel girone B di Serie B, promossa in Serie A2. - 2022-2023 · 3ª nel girone A di Serie A2, ammessa in Serie A2 Élite. - 2023-2024 · 7ª nel girone B di Serie A2 Élite. - 2024-2025 · 10ª nel girone A di Serie A2 Élite. |

## Colori e simboli

### Colori
Fin dalla nascita i colori del Futsal Cesena sono stati il bianconero cittadino.

### Simboli

#### Stemma
Fin dalla nascita (2000) lo stemma è uno scudetto bianconero con la grande sigla FC che sotto riporta "Futsal Cesena".

## Statistiche e record
Si riportano di seguito le partecipazioni ai campionati della società dalla stagione 2000-01 in poi.
| Livello | Categoria      | Partecipazioni | Debutto   | Ultima stagione | Totale |
| ------- | -------------- | -------------- | --------- | --------------- | ------ |
| 2º      | Serie A2 Élite | 2              | 2023-2024 | 2024-2025       | 3      |
| 2º      | Serie A2       | 1              | 2022-2023 | 2022-2023       | 3      |
| 3°      | Serie B        | 8              | 2014-2015 | 2021-2022       | 8      |
| 4°      | Serie C1       | 11             | 2002-2003 | 2013-2014       | 11     |
| 5°      | Serie C2       | 2              | 2001-2002 | 2008-2009       | 2      |
| 6°      | Serie D        | 1              | 2000-2001 | 2000-2001       | 1      |

## Palmarès
- Serie B, Promozione in Serie A2: 1

2021-2022
- Campionati regionali (Serie C1, Promozione in serie B): 1

2013-2014
- Campionato Serie C2 (Promozione Serie C1): 2

2001-2002, 2008-2009
- Coppa Serie C2: 1

2008-2009
- Coppa Emilia Romagna Serie D: 1

2000-2001
- Campionato Serie D (Promozione in Serie C2): 1

2000-2001